# مک‌لارن ام‌سی‌ال۳۹
مک‌لارن ام‌سی‌ال۳۹ یک خودروی فرمول یک است که توسط مک لارن ساخته شده و تحت هدایت راب مارشال برای حضور در مسابقات فرمول یک فصل ۲۰۲۵ طراحی شده است. لاندو نوریس و اسکار پیاستری به ترتیب در فصل هفتم و سوم با این خودرو رانندگی می‌کنند.
ام‌سی‌ال۳۹ جانشین خودرو ام‌سی‌ال۳۸، اولین خودروی قهرمان فرمول یک تیم مک‌لارن از سال ۱۹۹۸ است. مک‌لارن پس از کسب قهرمانی سازندگان در سال ۲۰۲۴، تنها مجاز به استفاده از ۷۰ درصد از سهمیه زمان تست تونل باد (نسبت به مقدار پایه) را دریافت خواهد کرد. آندرا استلا، مدیر تیم مک‌لارن، اظهار داشت که معتقد است مک‌لارن می‌تواند با بهبود کارایی در سایر بخش‌های فرایند طراحی آیرودینامیکی، بر این مشکل غلبه کند.